# 휘트니 휴스턴의 수상 및 후보 목록
미국의 팝/R&B 가수 휘트니 휴스턴은 각종 시상식에서 음악계에 대한 공헌 및 자선활동으로 수많은 부문에서 수상하며 그 업적을 인정받았다. 2006년 기네스 세계 기록(Guinness World Records)은 휴스턴을 "모든 시대를 통틀어 가장 많은 상을 수상한 여성 아티스트"라고 발표했다. 그녀는 6개의 그래미상, 1개의 에미상, 22개의 아메리칸 뮤직 어워드, 31개의 빌보드 뮤직 어워드, 8개의 소울 트레인 뮤직 어워드, 5개의 월드 뮤직 어워드, 6개의 피플스 초이스 어워드, 1개의 MTV 비디오 뮤직 어워드, 18개의 NAACP 이미지 어워드 등을 수상했다. 6번의 그래미상 수상 가운데는 1994년 제36회 시상식에서 The Bodyguard Soundtrack으로 수상한 '올해의 앨범'과 "I Will Always Love You"로 받은 '올해의 레코드'상이 포함되어 있다. 22번의 아메리칸 뮤직 어워드 수상은 여자 가수로서는 최다 수상 기록이며 1994년 제21회 시상식에서 8개의 상을 휩쓸며 한 해 가장 많은 상을 수상한 가수가 되었다. 휴스턴은 1986년 <빌보드>지 연말 결산 차트에서 흑인 여성 가수로서는 최초로 '올해의 팝 아티스트로'로 선정되었고, 그녀의 데뷔 앨범 Whitney Houston은 여성 가수의 앨범으로서는 최초로 '올해의 팝 앨범'으로 뽑혔다. 1993년 제4회 빌보드 뮤직 어워드에서는 총 11개의 상을 수상해서 한 해 최다 수상기록을 세웠고, 데뷔 앨범(1986년)과 보디가드 사운드트랙(1993년)이 연말 결산 앨범차트에서 각각 1위에 올라 휴스턴은 각기 다른 앨범으로 결산 차트 1위에 오른 첫 번째이자 유일한 여성 가수가 되었다.

## 그래미상
휘트니 휴스턴은 그래미상에서 총 26번 후보지명을 받아 6번의 그래미상을 수상했고 그 가운데에는 1994년 36회 시상식에서의 '올해의 앨범'과 '올해의 레코드'가 있다. 사후인 2013년에는 데뷔 앨범 Whitney Houston이 그래미 명예의 전당에 헌액되었다.
| 연도 | 부문                                            | 후보 지명 작품                                                                  | 결과 |
| ---- | ----------------------------------------------- | ------------------------------------------------------------------------------- | ---- |
| 1986 | 최우수 여성 팝 보컬                             | "Saving All My Love for You"                                                    | 수상 |
| 1986 | 올해의 앨범                                     | Whitney Houston                                                                 | 후보 |
| 1986 | 최우수 알앤비 여성 보컬                         | "You Give Good Love"                                                            | 후보 |
| 1987 | 올해의 레코드                                   | "Greatest Love of All"                                                          | 후보 |
| 1988 | 최우수 여성 팝 보컬                             | "I Wanna Dance with Somebody (Who Loves Me)"                                    | 수상 |
| 1988 | 올해의 앨범                                     | Whitney                                                                         | 후보 |
| 1988 | 최우수 여성 알앤비 보컬                         | "For the Love of You"                                                           | 후보 |
| 1989 | 최우수 여성 팝 보컬                             | "One Moment in Time"                                                            | 후보 |
| 1990 | 최우수 듀오 또는 그룹 알앤비 보컬               | "It Isn't, It Wasn't, It Ain't Never Gonna Be" (아레사 프랭클린과의 듀엣)       | 후보 |
| 1991 | 최우수 여성 팝 보컬                             | "I'm Your Baby Tonight"                                                         | 후보 |
| 1992 | 최우수 여성 팝 보컬                             | "All the Man That I Need"                                                       | 후보 |
| 1993 | 최우수 여성 알앤비 보컬                         | "I Belong to You"                                                               | 후보 |
| 1994 | 올해의 앨범                                     | The Bodyguard Original Soundtrack Album                                         | 수상 |
| 1994 | 올해의 레코드                                   | "I Will Always Love You"                                                        | 수상 |
| 1994 | 최우수 여성 팝 보컬                             | "I Will Always Love You"                                                        | 수상 |
| 1994 | 최우수 여성 알앤비 보컬                         | "I'm Every Woman"                                                               | 후보 |
| 1997 | 올해의 앨범                                     | Waiting to Exhale Original Soundtrack Album                                     | 후보 |
| 1997 | 최우수 팝 보컬 콜라보레이션                     | "Count on Me" (씨씨 와이난스와의 듀엣)                                          | 후보 |
| 1997 | 최우수 여성 알앤비 보컬                         | "Exhale (Shoop Shoop)"                                                          | 후보 |
| 1997 | 영화 또는 TV 프로그램을 위해 쓰여진 최우수 노래 | "Count on Me" (베이비페이스, 마이클 휴스턴 그리고 휘트니 휴스턴 공동 작사 작곡) | 후보 |
| 1998 | 최우수 여성 알앤비 보컬                         | "I Believe in You And Me"                                                       | 후보 |
| 1998 | 최우수 알앤비 앨범                              | The Preacher's Wife Soundtrack Album                                            | 후보 |
| 2000 | 최우수 여성 알앤비 보컬                         | "It's Not Right But It's Okay"                                                  | 수상 |
| 2000 | 최우수 듀오 또는 그룹 알앤비 보컬               | "Heartbreak Hotel" (피처링 페이스 에번스와 켈리 프라이스)                       | 후보 |
| 2000 | 최우수 알앤비 앨범                              | My Love Is Your Love                                                            | 후보 |
| 2000 | 최우수 팝 보컬 콜라보레이션                     | "When You Believe" (머라이어 캐리와의 듀엣)                                     | 후보 |

### 그래미 명예의 전당
| 연도 | 부문                       | 대상 작품       | 결과 |
| ---- | -------------------------- | --------------- | ---- |
| 2013 | 명예의 전당 (Hall of Fame) | Whitney Houston | 헌액 |

## 브릿 어워드
| Year | 부문                          | 후보 지명 작품                 | 결과 |
| ---- | ----------------------------- | ------------------------------ | ---- |
| 1987 | 최고 해외 솔로 아티스트       | 휘트니 휴스턴 (자신)           | 후보 |
| 1988 | 최고 해외 솔로 아티스트       | 휘트니 휴스턴 (자신)           | 후보 |
| 1989 | 최고 해외 여성 아티스트       | 휘트니 휴스턴 (자신)           | 후보 |
| 1991 | 최고 해외 여성 아티스트       | 휘트니 휴스턴 (자신)           | 후보 |
| 1994 | 최고 사운드트랙/캐스트 레코딩 | The Bodyguard Soundtrack Album | 수상 |
| 2000 | 최고 해외 여성 아티스트       | 휘트니 휴스턴 (자신)           | 후보 |

## 빌보드 뮤직 어워드

### 시상식이 열리기 전 기간 (1985-89)
다음의 목록은 시상식이 개최되기 전 기간에 휴스턴이 각 연도의 <빌보드>지 결산차트에서 1위를 차지했던 부문들을 나열한 것이다. 휴스턴은 1986년에 <빌보드>지 역사상 여자 가수로서는 두 번째, 흑인 여자 가수로서는 최초로 '올해의 톱 팝 아티스트'가 되었고, 앨범 Whitney Houston은 여자 가수의 앨범으로서는 최초로 '올해의 톱 팝 앨범'으로 선정되었다.
| Year | 부문                     | 대상 작품                                    | 결과 |
| ---- | ------------------------ | -------------------------------------------- | ---- |
| 1985 | #1 신인 팝 아티스트      | 차트에 오른 1장의 앨범과 2장의 싱글들을 합산 | 수상 |
| 1985 | #1 신인 블랙 아티스트    | 차트에 오른 1장의 앨범과 3장의 싱글들을 합산 | 수상 |
| 1986 | 올해의 #1 팝 아티스트    | 차트에 오른 1장의 앨범과 3장의 싱글들을 합산 | 수상 |
| 1986 | 올해의 #1 팝 앨범        | Whitney Houston                              | 수상 |
| 1986 | #1 팝 앨범 아티스트      | 차트에 오른 1장의 앨범                       | 수상 |
| 1986 | #1 팝 앨범 여성 아티스트 | 차트에 오른 1장의 앨범                       | 수상 |
| 1986 | 올해의 #1 블랙 앨범      | Whitney Houston                              | 수상 |
| 1986 | #1 블랙 앨범 아티스트    | 차트에 오른 1장의 앨범                       | 수상 |
| 1987 | #1 팝 앨범 여성 아티스트 | 차트에 오른 2장의 앨범                       | 수상 |
| 1988 | #1 팝 싱글 여성 아티스트 | 차트에 오른 4장의 싱글                       | 수상 |

### 시상식이 열린 후 기간 (1990-현재)
1990년에 제1회 빌보드 뮤직 어워드가 열린 이후 휴스턴이 시상식에서 받은 빌보드 뮤직 어워드는 사후에 그녀에게 주어진 밀레니엄 어워드를 포함해서 총 16개이다. 1993년 시상식에서는 11개의 상을 수상해 한 해에 가장 많은 빌보드 뮤직 어워드를 수상한 가수가 되었다. 휴스턴은 1986년에 이어 1993년에도 The Bodyguard Soundtrack으로 빌보드 200 앨범 연말 결산차트에서 1위(올해의 #1 앨범)에 올라 연말 결산차트 1위 앨범을 두 장 가진 첫 번째이자 유일한 여성가수가 되었다.

#### 16번의 수상
| 연도 | 부문                                       | 대상 작품                                  | 결과                                       |
| ---- | ------------------------------------------ | ------------------------------------------ | ------------------------------------------ |
| 1991 | #1 알앤비 아티스트                         | 차트에 오른 1장의 앨범과 5개의 싱글들 합산 | 수상                                       |
| 1991 | #1 알앤비 앨범                             | I'm Your Baby Tonight                      | 수상                                       |
| 1991 | #1 알앤비 앨범 아티스트                    | 차트에 오른 1장의 앨범                     | 수상                                       |
| 1991 | #1 알앤비 싱글 아티스트                    | 차트에 오른 5개의 싱글                     | 수상                                       |
| 1993 | #1 핫 100 싱글                             | "I Will Always Love You"                   | 수상                                       |
| 1993 | #1 핫 100 싱글 아티스트                    | 차트에 오른 4개의 싱글                     | 수상                                       |
| 1993 | 최장 기간 1위 싱글                         | "I Will Always Love You"                   | 수상                                       |
| 1993 | #1 알앤비 싱글                             | "I Will Always Love You"                   | 수상                                       |
| 1993 | #1 알앤비 싱글 아티스트                    | 차트에 오른 4개의 싱글                     | 수상                                       |
| 1993 | #1 알앤비 앨범                             | The Bodyguard Soundtrack                   | 수상                                       |
| 1993 | 올해의 #1 앨범                             | The Bodyguard Soundtrack                   | 수상                                       |
| 1993 | #1 사운드트랙 앨범                         | The Bodyguard Soundtrack                   | 수상                                       |
| 1993 | 최장 기간 1위 앨범                         | The Bodyguard Soundtrack                   | 수상                                       |
| 1993 | #1 월드 싱글                               | "I Will Always Love You"                   | 수상                                       |
| 1993 | 1993년의 #1 월드 아티스트                  | 휘트니 휴스턴 (자신)                       | 수상                                       |
| 2012 | 특별상: 밀레니엄 어워드 (Millennium Award) | 특별상: 밀레니엄 어워드 (Millennium Award) | 특별상: 밀레니엄 어워드 (Millennium Award) |

#### 5번의 결산차트 1위
다음의 목록은 시상식에서는 시상되지 않았던 부문이지만 각 연도의 <빌보드>지 결산차트에서 휴스턴이 1위를 차지했던 부문들을 나타낸다.
| 연도 | 부문                         | 대상 작품                      | 결과 |
| ---- | ---------------------------- | ------------------------------ | ---- |
| 1993 | #1 핫 100 싱글 여성 아티스트 | 차트에 오른 4개의 싱글         | 수상 |
| 1993 | #1 핫 100 싱글 세일즈        | "I Will Always Love You"       | 수상 |
| 1993 | #1 핫 알앤비 싱글 세일즈     | "I Will Always Love You"       | 수상 |
| 1996 | #1 사운드트랙 앨범           | Waiting to Exhale Soundtrack   | 수상 |
| 1997 | #1 가스펠 앨범               | The Preacher's Wife Soundtrack | 수상 |

## 소울 트레인 뮤직 어워드
| 연도 | 부문                                                    | 후보 지명 작품                                       | 결과                     |
| ---- | ------------------------------------------------------- | ---------------------------------------------------- | ------------------------ |
| 1987 | 올해의 여자 가수 앨범                                   | Whitney Houston                                      | 후보                     |
| 1987 | 최우수 여자 가수 싱글                                   | "Greatest Love of All"                               | 후보                     |
| 1988 | 올해의 최우수 여자가수 알앤비 앨범                      | Whitney                                              | 수상                     |
| 1988 | 최우수 뮤직 비디오                                      | "I Wanna Dance with Somebody (Who Loves Me)"         | 후보                     |
| 1989 | 최우수 알앤비/어반 컨템포러리 여자 가수 싱글            | "Where Do Broken Hearts Go"                          | 후보                     |
| 1992 | 최우수 알앤비/소울 여자 가수 앨범                       | I'm Your Baby Tonight                                | 후보                     |
| 1992 | 최우수 알앤비/소울 여자 가수 싱글                       | "All the Man That I Need"                            | 후보                     |
| 1993 | 최우수 알앤비/소울 여자 가수 싱글                       | "I Will Always Love You"                             | 수상                     |
| 1994 | 올해의 알앤비/소울 노래                                 | "I Will Always Love You"                             | 수상                     |
| 1994 | 최우수 알앤비 여자 가수 싱글                            | "I Have Nothing"                                     | 후보                     |
| 1994 | 특별상: 새미 데이비스 쥬니어 어워드 (올해의 엔터테이너) |                                                      |                          |
| 1996 | 올해의 알앤비/소울 또는 랩 노래                         | "Exhale (Shoop Shoop)"                               | 후보                     |
| 1996 | 최우수 알앤비/소울 여자 가수 싱글                       | "Exhale (Shoop Shoop)"                               | 수상                     |
| 1998 | 특별상: 퀸시 존스 어워드                                | 특별상: 퀸시 존스 어워드                             | 특별상: 퀸시 존스 어워드 |
| 2000 | 최우수 알앤비/소울 여자 가수 싱글                       | "My Love Is Your Love"                               | 후보                     |
| 2000 | 최우수 알앤비/소울 여자 가수 앨범                       | My Love Is Your Love                                 | 후보                     |
| 2000 | 특별상: 90년대의 여성 아티스트                          |                                                      |                          |
| 2001 | 최우수 그룹, 밴드 또는 듀오 알앤비/소울 싱글            | "Same Script, Different Cast" (데보라 콕스와의 듀엣) | 후보                     |
| 2009 | 최우수 여성 알앤비/소울 아티스트                        | 휘트니 휴스턴 (자신)                                 | 후보                     |
| 2012 | 최우수 가스펠/인스퍼레이셔널 퍼포먼스                   | "Celebrate" (조딘 스파크스와의 듀엣)                 | 수상                     |

### 소울 트레인 25주년 기념 명예의 전당
미국의 음악 버라이어티 TV 프로그램인 《소울 트레인》의 방송 25주년을 기념하기 위한 행사에서 휘트니 휴스턴은 처음 만들어진 '소울 트레인 명예의 전당'에 베리 화이트, 다이애나 로스, 엠씨 해머, 패티 라벨, 앨 그린, 스티비 원더, 마이클 잭슨, 빌 위더스, 아르세니오 홀, 커티스 메이필드, 로지 페레즈, 마빈 게이와 함께 헌액되었다.
| 연도 | 부문                       | 수상자               | 결과 |
| ---- | -------------------------- | -------------------- | ---- |
| 1995 | 명예의 전당 (Hall of Fame) | 휘트니 휴스턴 (자신) | 헌액 |

## 아메리칸 뮤직 어워드
휘트니 휴스턴은 아메리칸 뮤직 어워드에서 총 38번 후보에 올라 두 개의 특별상―어워드 오브 메리트, 인터내셔널 아티스트 어워드―을 포함 22개의 상을 수상했다. 22번의 수상은 아메리칸 뮤직 어워드 역사상 여자 가수로는 가장 많은 상을 수상한 기록이며 남녀가수 통틀어서는 마이클 잭슨(26개), 앨러배마(23개)에 이은 3위의 기록이다.
| 연도 | 부문                                       | 후보 지명 작품                                | 결과                               |
| ---- | ------------------------------------------ | --------------------------------------------- | ---------------------------------- |
| 1986 | 최고 인기 팝/록 여성 아티스트              | 휘트니 휴스턴 (자신)                          | 후보                               |
| 1986 | 최고 인기 소울/알앤비 싱글                 | "You Give Good Love"                          | 수상                               |
| 1986 | 최고 인기 소울/알앤비 앨범                 | Whitney Houston                               | 후보                               |
| 1986 | 최고 인기 소울/알앤비 여성 아티스트        | 휘트니 휴스턴 (자신)                          | 후보                               |
| 1986 | 최고 인기 소울/알앤비 비디오               | "Saving All My Love For You"                  | 수상                               |
| 1986 | 최고 인기 소울/알앤비 비디오 아티스트      | 휘트니 휴스턴 (자신)                          | 후보                               |
| 1987 | 최고 인기 팝/록 앨범                       | Whitney Houston                               | 수상                               |
| 1987 | 최고 인기 팝/록 여성 아티스트              | 휘트니 휴스턴 (자신)                          | 수상                               |
| 1987 | 최고 인기 팝/록 여성 비디오 아티스트       | 휘트니 휴스턴 (자신)                          | 후보                               |
| 1987 | 최고 인기 소울/알앤비 앨범                 | Whitney Houston                               | 수상                               |
| 1987 | 최고 인기 소울/알앤비 여성 아티스트        | 휘트니 휴스턴 (자신)                          | 수상                               |
| 1987 | 최고 인기 소울/알앤비 비디오               | "Greatest Love of All"                        | 수상                               |
| 1987 | 최고 인기 소울/알앤비 여성 비디오 아티스트 | 휘트니 휴스턴 (자신)                          | 후보                               |
| 1988 | 최고 인기 팝/록 싱글                       | "I Wanna Dance With Somebody (Who Loves Me)"  | 수상                               |
| 1988 | 최고 인기 팝/록 여성 아티스트              | 휘트니 휴스턴 (자신)                          | 수상                               |
| 1988 | 최고 인기 소울/알앤비 여성 아티스트        | 휘트니 휴스턴 (자신)                          | 후보                               |
| 1989 | 최고 인기 팝/록 여성 아티스트              | 휘트니 휴스턴 (자신)                          | 수상                               |
| 1989 | 최고 인기 소울/알앤비 여성 아티스트        | 휘트니 휴스턴 (자신)                          | 수상                               |
| 1992 | 최고 인기 팝/록 여성 아티스트              | 휘트니 휴스턴 (자신)                          | 후보                               |
| 1992 | 최고 인기 소울/알앤비 앨범                 | I'm Your Baby Tonight                         | 후보                               |
| 1992 | 최고 인기 소울/알앤비 여성 아티스트        | 휘트니 휴스턴 (자신)                          | 후보                               |
| 1992 | 최고 인기 어덜트 컨템포러리 앨범           | I'm Your Baby Tonight                         | 후보                               |
| 1992 | 최고 인기 어덜트 컨템포러리 아티스트       | 휘트니 휴스턴 (자신)                          | 후보                               |
| 1994 | 최고 인기 팝/록 싱글                       | "I Will Always Love You"                      | 수상                               |
| 1994 | 최고 인기 팝/록 앨범                       | The Bodyguard Original Soundtrack Album       | 수상                               |
| 1994 | 최고 인기 팝/록 여성 아티스트              | 휘트니 휴스턴 (자신)                          | 수상                               |
| 1994 | 최고 인기 소울/알앤비 싱글                 | "I Will Always Love You"                      | 수상                               |
| 1994 | 최고 인기 소울/알앤비 앨범                 | The Bodyguard Original Soundtrack Album       | 수상                               |
| 1994 | 최고 인기 소울/알앤비 여성 아티스트        | 휘트니 휴스턴 (자신)                          | 수상                               |
| 1994 | 최고 인기 어덜트 컨템포러리 앨범           | The Bodyguard Original Soundtrack Album       | 수상                               |
| 1994 | 최고 인기 어덜트 컨템포러리 아티스트       | 휘트니 휴스턴 (자신)                          | 후보                               |
| 1994 | 특별상: 어워드 오브 메리트                 |                                               |                                    |
| 1997 | 최고 인기 어덜트 컨템포러리 아티스트       | 휘트니 휴스턴 (자신)                          | 수상                               |
| 1997 | 최고 인기 사운드트랙                       | Waiting to Exhale Original Soundtrack Album   | 수상                               |
| 1998 | 최고 인기 사운드트랙                       | The Preacher's Wife Original Soundtrack Album | 후보                               |
| 2000 | 최고 인기 팝/록 여성 아티스트              | 휘트니 휴스턴 (자신)                          | 후보                               |
| 2000 | 최고 인기 소울/알앤비 앨범                 | My Love Is Your Love                          | 후보                               |
| 2000 | 최고 인기 소울/알앤비 여성 아티스트        | 휘트니 휴스턴 (자신)                          | 후보                               |
| 2001 | 최고 인기 소울/알앤비 여성 아티스트        | 휘트니 휴스턴 (자신)                          | 후보                               |
| 2009 | 특별상: 인터내셔널 아티스트 어워드         | 특별상: 인터내셔널 아티스트 어워드            | 특별상: 인터내셔널 아티스트 어워드 |

## 에미상
| 연도 | 부문                                                 | 후보 지명 작품                                             | 결과 |
| ---- | ---------------------------------------------------- | ---------------------------------------------------------- | ---- |
| 1986 | 버라이어티 또는 음악 프로그램에서의 최우수 개인 공연 | 28회 그래미 시상식에서의 "Saving All My Love for You" 공연 | 수상 |
| 1998 | 최우수 버라이어티, 음악 또는 코미디 특집[가]         | 《로저스 앤 해머스타인의 신데렐라》                        | 후보 |

참고:
- 가* 휴스턴은 이 부문에 제작책임자(이그제큐티브 프로듀서)로서 후보에 올랐다.

## NAACP 이미지 어워드
| 연도 | 부문                                                                             | 후보 지명 작품                                            | 결과              |
| ---- | -------------------------------------------------------------------------------- | --------------------------------------------------------- | ----------------- |
| 1985 | 최우수 신인 레코딩 아티스트                                                      | 휘트니 휴스턴 (자신)                                      | 수상              |
| 1986 | 최우수 여성 레코딩 아티스트                                                      | 휘트니 휴스턴 (자신)                                      | 후보              |
| 1987 | 최우수 여성 레코딩 아티스트                                                      | 휘트니 휴스턴 (자신)                                      | 후보              |
| 1992 | 최우수 버라이어티 또는 특집                                                      | HBO Presents Welcome Home Heroes with Whitney Houston     | 후보              |
| 1992 | 최우수 여성 아티스트                                                             | I'm Your Baby Tonight                                     | 후보              |
| 1994 | 올해의 엔터테이너                                                                | 올해의 엔터테이너                                         | 올해의 엔터테이너 |
| 1994 | 최우수 여성 아티스트                                                             | The Bodyguard Soundtrack Album                            | 수상              |
| 1994 | 최우수 앨범                                                                      | The Bodyguard Soundtrack Album                            | 수상              |
| 1994 | 최우수 영화 또는 TV 사운드트랙                                                   | The Bodyguard Soundtrack Album                            | 수상              |
| 1994 | 최우수 뮤직 비디오                                                               | "I'm Every Woman"                                         | 수상              |
| 1996 | 영화부문 최우수 여우주연                                                         | 《사랑을 기다리며》(Waiting to Exhale)                    | 후보              |
| 1996 | 버라이어티 시리즈/특집에서의 최우수 공연                                         | VH1 Honors (씨씨 와이난스와 함께 공연)                    | 후보              |
| 1996 | 교육적/정보를 제공하는 청소년 또는 어린이들을 위한 시리즈/특집에서의 최우수 공연 | 《니켈로디언 키즈 초이스 어워드》                         | 후보              |
| 1996 | 최우수 여성 아티스트                                                             | "Exhale (Shoop Shoop)"                                    | 수상              |
| 1996 | 최우수 노래                                                                      | "Exhale (Shoop Shoop)"                                    | 수상              |
| 1996 | 최우수 앨범                                                                      | Waiting to Exhale Soundtrack Album                        | 수상              |
| 1996 | 최우수 사운드트랙 앨범                                                           | Waiting to Exhale Soundtrack Album                        | 수상              |
| 1997 | 영화부문 최우수 여우주연                                                         | 《목사의 아내》 (The Preacher's Wife)                     | 수상              |
| 1997 | 최우수 앨범                                                                      | The Preacher's Wife Soundtrack Album                      | 수상              |
| 1997 | 최우수 가스펠 아티스트 (조지아 매스 합창단과 함께 공연)                          | The Preacher's Wife Soundtrack Album                      | 수상              |
| 1998 | 최우수 텔레비전 영화 또는 미니 시리즈                                            | 《신데렐라》                                              | 후보              |
| 1998 | 버라이어티 시리즈 또는 특집에서의 최우수 공연                                    | 《클래식 휘트니: 워싱턴 D.C.에서의 라이브 공연》          | 후보              |
| 1999 | 최우수 여성 아티스트                                                             | My Love Is Your Love                                      | 후보              |
| 1999 | 최우수 앨범                                                                      | My Love Is Your Love                                      | 후보              |
| 1999 | 최우수 듀오 또는 그룹                                                            | "When You Believe" (머라이어 캐리와의 듀엣)               | 수상              |
| 1999 | 최우수 뮤직 비디오                                                               | "When You Believe" (머라이어 캐리와의 듀엣)               | 후보              |
| 1999 | 최우수 노래                                                                      | "When You Believe" (머라이어 캐리와의 듀엣)               | 후보              |
| 2000 | 최우수 여성 아티스트                                                             | "Heartbreak Hotel" (피처링 페이스 에번스와 켈리 프라이스) | 수상              |
| 2000 | 최우수 노래                                                                      | "My Love Is Your Love"                                    | 후보              |
| 2010 | 최우수 여성 아티스트                                                             | 휘트니 휴스턴 (자신)                                      | 후보              |
| 2010 | 최우수 뮤직 비디오                                                               | "I Look to You"                                           | 수상              |
| 2013 | 최우수 노래                                                                      | "I Look to You" (알 켈리와의 듀엣)                        | 수상              |
| 2013 | 최우수 앨범                                                                      | I Will Always Love You: The Best of Whitney Houston       | 수상              |

## MTV 무비 어워드
| 연도 | 부문                                                   | 후보 지명 작품              | 결과 |
| ---- | ------------------------------------------------------ | --------------------------- | ---- |
| 1993 | 최우수 여자 연기                                       | 《보디가드》(The Bodyguard) | 후보 |
| 1993 | 가장 주목할 만한 연기                                  | 《보디가드》(The Bodyguard) | 후보 |
| 1993 | 영화 상에서의 최고의 2인조 (케빈 코스트너와 짝을 이룸) | 《보디가드》(The Bodyguard) | 후보 |
| 1993 | 최우수 영화 주제가                                     | "I Will Always Love You"    | 수상 |
| 1996 | 최우수 영화 주제가                                     | "Exhale (Shoop Shoop)"      | 후보 |

## MTV 비디오 뮤직 어워드
| 연도 | 부문                        | 후보 지명 작품                                            | 결과 |
| ---- | --------------------------- | --------------------------------------------------------- | ---- |
| 1986 | 최우수 여성 가수 비디오     | "How Will I Know"                                         | 수상 |
| 1986 | 최우수 신인 아티스트 비디오 | "How Will I Know"                                         | 후보 |
| 1999 | 최우수 알앤비 비디오        | "Heartbreak Hotel" (피처링 페이스 에번스와 켈리 프라이스) | 후보 |

## MTV 유럽 뮤직 어워드
| 연도 | 부문                         | 후보 지명 작품               | 결과                         |
| ---- | ---------------------------- | ---------------------------- | ---------------------------- |
| 1999 | 최고 알앤비 아티스트         | 휘트니 휴스턴 (자신)         | 수상                         |
| 1999 | 최고 여성 아티스트           | 휘트니 휴스턴 (자신)         | 후보                         |
| 2012 | 특별상: 글로벌 아이콘 어워드 | 특별상: 글로벌 아이콘 어워드 | 특별상: 글로벌 아이콘 어워드 |

## 월드 뮤직 어워드
| 연도 | 부문                                        | 후보 지명 작품       | 결과 |
| ---- | ------------------------------------------- | -------------------- | ---- |
| 1994 | 세계 최다 음반 판매 아티스트                | 휘트니 휴스턴 (자신) | 수상 |
| 1994 | 올해의 세계 최다 음반 판매 팝 아티스트      | 휘트니 휴스턴 (자신) | 수상 |
| 1994 | 올해의 세계 최다 음반 판매 R&B 아티스트     | 휘트니 휴스턴 (자신) | 수상 |
| 1994 | 올해의 세계 최다 음반 판매 미국 아티스트    | 휘트니 휴스턴 (자신) | 수상 |
| 1994 | 이 시대의 세계 최다 음반 판매 여성 아티스트 | 휘트니 휴스턴 (자신) | 수상 |

## 피플스 초이스 어워드
| 연도 | 부문                       | 후보 지명 작품           | 결과 |
| ---- | -------------------------- | ------------------------ | ---- |
| 1987 | 최고 인기 여자 가수        | 휘트니 휴스턴 (자신)     | 수상 |
| 1988 | 최고 인기 여자 가수        | 휘트니 휴스턴 (자신)     | 수상 |
| 1989 | 최고 인기 여자 가수        | 휘트니 휴스턴 (자신)     | 수상 |
| 1993 | 최고 인기 최신 뮤직 비디오 | "I Will Always Love You" | 수상 |
| 1993 | 최고 인기 여자 가수        | 휘트니 휴스턴 (자신)     | 수상 |
| 1993 | 최고 인기 극영화 여우주연  | 휘트니 휴스턴 (자신)     | 후보 |
| 1995 | 최고 인기 여자 가수        | 휘트니 휴스턴 (자신)     | 후보 |
| 1996 | 최고 인기 여자 가수        | 휘트니 휴스턴 (자신)     | 후보 |
| 1997 | 최고 인기 여자 가수        | 휘트니 휴스턴 (자신)     | 후보 |
| 1998 | 최고 인기 여자 가수        | 휘트니 휴스턴 (자신)     | 수상 |

## 자선활동 수상
| 연도 | 시상식/단체                            | 상 이름/내용                                    | 결과                                            |
| ---- | -------------------------------------- | ----------------------------------------------- | ----------------------------------------------- |
| 1986 | 보스턴시                               | 폴 리비어 어워드                                | 수상                                            |
| 1988 | 루이지애나주 그램블링 스테이트 대학교  | 인문학 명예박사 학위                            | 수상                                            |
| 1990 | 흑인장학기금(UNCF)                     | 프레데릭 D. 패터슨 어워드                       | 수상                                            |
| 1992 | 캐러셀 오브 호프 볼/어린이 당뇨병 재단 | 브래스 링(Brass Ring) 어워드                    | 수상                                            |
| 1995 | VH1 아너스                             | VH1 아너스 어워드                               | 수상                                            |
| 1996 | 캐러셀 오브 호프 볼/어린이 당뇨병 재단 | 하이 호프스(High Hope) 어워드                   | 수상                                            |
| 1997 | 프랭클린 초등학교                      | 휘트니 E. 휴스턴 창조 공연예술 학교로 이름 변경 | 휘트니 E. 휴스턴 창조 공연예술 학교로 이름 변경 |